# Гастингс, Фрэнсис, 2-й граф Хантингдон
Фрэнсис Гастингс (англ. Francis Hastings; 1513/14, Эшби-де-ла-Зуш, Лестершир, Королевство Англия — 20 июня 1560/61, там же) — английский аристократ, 2-й граф Хантингдон и носитель ряда баронских титулов с 1544 года, рыцарь Бани и кавалер ордена Подвязки. Участвовал в войнах с Францией, при Эдуарде VI поддержал Джона Дадли против Эдуарда Сеймура, в 1553 году был в числе сторонников Джейн Грей, но перешёл на сторону Марии.

## Биография
Фрэнсис Гастингс принадлежал к знатному роду, представители которого упоминаются ещё в Книге Страшного суда (1086 год). Он был правнуком Уильяма Гастингса, 1-го барона Гастингса из Эшби де Ла Зуш, казнённого по приказу Ричарда III в 1483 году, старшим сыном Джорджа Гастингса, 1-го графа Хантингдона, и Энн Стаффорд. По линии матери Фрэнсис происходил от Вудвиллов и состоял в близком родстве с Тюдорами: королева Элизабет Вудвилл приходилась ему двоюродной бабкой, король Генрих VIII — троюродным братом.
Фрэнсис родился в 1513 или 1514 году в родовом поместье Эшби-де-ла-Зуш в Лестершире. Ещё при жизни отца, 3 ноября 1529 года, он был вызван в парламент в качестве лорда Гастингса (его отец в тот самый день получил графский титул). 3 октября 1530 года Гастингс-младший получил опеку над владениями монастыря Лонд, аббатства Святой Марии в Ковентри и (совместно с сэром Ричардом Сашевереллом) церкви Святой Марии в Лестере. 29 мая 1533 года, в день коронации Анны Болейн, Фрэнсис стал рыцарем Бани. 24 марта 1544 года, после смерти отца, он унаследовал обширные семейные владения в ряде графств Англии, титул графа Хантингдона и ряд баронских титулов (Гастингс, Хангерфорд, Молинс, Ботро). На коронации Эдуарда VI 20 февраля 1546 года сэр Фрэнсис нёс посох святого Эдуарда, а после церемонии принял участие в рыцарских поединках.
В политической борьбе, развернувшейся в царствование малолетнего Эдуарда VI, Гастингс встал на сторону Джона Дадли, графа Уорика (впоследствии герцога Нортумберленда), противостоявшего протектору Эдуарду Сеймуру, герцогу Сомерсету. В 1549 году он подавлял крестьянское восстание в Ратленде и Лестершире; 13 октября того же года, когда Сомерсет был арестован, именно сэр Фрэнсис сопроводил его в Тауэр. За заслуги Гастингс получил орден Подвязки. 26 декабря 1549 года он был назначен генерал-лейтенантом и главным капитаном армии и флота, после чего возглавил оборону Булони от французских войск. В своих письмах граф жаловался на плохое снабжение и нехватку денег; в конце концов, несмотря на его личную энергию, Булонь пришлось сдать. Тем не менее по возвращении в Англию сэр Фрэнсис стал членом Тайного совета (4 сентября 1550 года). Он присутствовал на приеме, устроенном королеве Шотландии во время её визита в Лондон в ноябре 1551 года и на суде над Сомерсетом в декабре того же года, где бывший протектор был приговорён к смерти. Благодаря рекомендации Дадли король пожаловал графу в 1552 году обширные поместья в Лестершире, конфискованные у Джона Бомонта (известно, что позже Гастингс передал вдове Бомонта поместье Грейс Дье). Чтобы укрепить союз с Нортумберлендом, Гастингс женил своего старшего сына на его дочери, причём свадьба состоялась 21 мая 1553 года — в тот же день, когда сын Джона Дадли Гилфорд женился на двоюродной племяннице короля Джейн Грей, а сестра последней Кэтрин вышла за сына 1-го графа Пембрука.
Накануне смерти Эдуарда VI Хантингдон подписал решение Тайного совета, одобряющее переход короны к Джейн Грей. Когда король умер (6 июля 1553 года), сэр Фрэнсис вместе с Нортумберлендом, Пембруком, графом Арунделом и маркизом Нортгемптоном направился в Сайон-хаус, чтобы уговорить Джейн занять престол; лордам удалось это сделать ценой больших усилий. Тем временем сестра Эдуарда VI Мария подняла мятеж в Восточной Англии. Джон Дадли возглавил направленную против неё армию, и Гастингс последовал за ним. Очень быстро выяснилось, что у Джейн Грей нет реальной поддержки. Мария стала королевой, а сэр Фрэнсис был арестован и оказался в Тауэре. Не позже января следующего года он смог завоевать доверие монархини: графа освободили и направили в Лестершир, поручив поймать отца Джейн Генри Грея, герцога Саффолка, примкнувшего к восстанию Уайатта. 10 февраля 1554 года Гастингс привёз Саффолка в Тауэр, позже тот был осуждён за измену и казнён.
При внешней уступчивости в религиозных вопросах Гастингс, по-видимому, был склонен к протестантизму. Поэтому он открыто выступил против борьбы с «ересью», которую начала королева Мария, и не занимал больше ответственные посты. Сэр Фрэнсис умер в своем доме в Эшби-де-ла-Зуш 20 июня 1560 или 1561 года, уже в царствование Елизаветы, и был похоронен в местной церкви.

## Семья
Гастингс был женат на Кэтрин Поул, старшей дочери Генри Поула, 1-го барона Монтегю, и Джейн Невилл. Её прадед Джордж Кларенс был братом короля Эдуарда IV, так что Кэтрин обладала правами на престол; её старший сын Генри считался гипотетическим наследником при Елизавете I. В общей сложности в этом браке родились шестеро сыновей и пять дочерей:
- Фрэнсис (дочь), жена сэра Генри Комптона, 1-го барона Комптона[7];
- Уильям[8];
- Мэри, невеста русского царя Ивана Грозного; она отклонила сватовство и умерла незамужней, причём её называли в шутку «императрицей Московии»[4];
- Энн[9];
- Генри (1536—1595), 3-й граф Хантингдон[4][8];
- Джордж (1540—1604), 4-й граф Хантингдон[4];
- Эдуард (1542—1603)[8];
- Кэтрин (1542—1586), жена Генри Клинтона, 2-го графа Линкольна[10];
- Уолтер (1544—1616)[11];
- Фрэнсис (сын; 1545—1610)[11];
- Элизабет (1546—1621), жена Эдуарда Сомерсета, 4-го графа Вустера[12][2].